# Доляни (Дарувар)
45°34′ пн. ш. 17°13′ сх. д. / 45.56° пн. ш. 17.22° сх. д.
Доляни (хорв. Doljani) — населений пункт у Хорватії, у Б'єловарсько-Білогорській жупанії у складі міста Дарувар.

## Населення
Населення за даними перепису 2011 року становило 759 осіб.
Динаміка чисельності населення поселення:
На 1991 рік чехи складали менше третини від мешканців села.